# Балада за войника
„Балада за войника“ (на руски: Баллада о солдате) е съветски филм от 1959 година на режисьора Григорий Чухрай, заснет от „Мосфилм“.
Той не е типичен военен филм, а по-скоро, в контекста на сътресенията от войната, разказва за различни видове любов – романтичната любов на млада двойка, утвърдената любов на семейна двойка, майчината любов на майка към нейния син. История за млад червеноармеец, който се опитва да се добере до родния си дом по време на отпуск, среща по пътя си много цивилни и дори успява да се влюби.

## Сюжет
Една жена на средна възраст минава през селото, навела поглед към прашния път. Синът и е бил убит във войната и погребан в чужди земи.
На Източния фронт, младият, деветнадесет годишен войник Алексей Скворцов (Владимир Ивашов) сам успява да обезвреди два настъпващи германски танка, воден от храброст без да мисли за сигурността си. Впечатлен, командващият генерал иска да го удостои с орден, но Альоша предпочита да излезе в отпуск за да може да види майка си и да отремонтира течащият покрив на родния си дом. Той получава шест дни.
По време на пътуването си, той вижда опустошената от войната страна и среща различни хора. Когато джипа, с който пътува Альоша излиза от пътя и засяда в калта, на помощ му се притича редник Павлов (Генадий Юхтин). Павлов моли Алексей да занесе подарък на съпругата му, когато преминава през неговия град – два сапуна, цялата дажба на неговия взвод.
На гарата Альоша услужливо помага с носенето на куфара на Вася (Евгений Урбанский), войник, който е загубил единия си крак. Той не желае да се прибира в къщи за да не бъде в тежест на съпругата си, защото и бездруго отношенията между тях са били напрегнати. Впоследствие променя мнението си и е посрещнат с отворени обятия от любящата жена.
Альоша се опитва да се прекачи от борда на товарния автомобил от обоза във влака, но е спрян от часовия Гравилкин (Александър Кузнецов). Альоша му дава подкуп – кутия с телешко месо, което намалява страха на часовия от командващия му лейтенант, „Звярът“. По-късно във вагона успява да се промъкне Шура (Жана Прохоренко), но когато вижда Альоша се изплашва и се опитва да скочи от набиращия скорост влак. Альоша я спира, защото това е опасно. Тя му казва, че отива да види годеника си, пилот, който е в болницата. С напредването на времето, страха на Шура и недоверието към Альоша преминават. Гравилкин открива цивилен пътник без билет и за да не го свали от влака се налага Альоша да му даде нов подкуп. Когато лейтенантът открива нередовния пътник, му позволява да остане във влака и дори принуждава Гравилкин да върне взетото.
На следващата спирка Альоша слиза за да донесе вода, но влакът тръгва преди да се е върнал. Той вижда една възрастна жена, която кара камион и я моли да го закара до следващата гара. Но и там пристига прекалено късно. Влакът е заминал, обаче Шура е слязла и го чака. Двамата отиват да видят съпругата на Павлов, но откриват, че тя е започнала да живее с друг мъж. Тогава Альоша дава подаръка на бащата на Павлов, който е инвалид.
Шура признава, че е лъгала и няма годеник, а само една леля. Альоша се качва в следващия влак и чак когато той заминава, осъзнава, че с това признание всъщност Шура се е опитала да му каже, че го обича. Влакът спира заради взривен от германските бомбардировачи мост. Альоша прави сал и преминава през реката. Там вижда друг камион и моли шофьора да го закара до родното му село Сосновка. Успява да види майка си само за няколко минути, преди да поеме по обратния път към фронта. Тя обещава да го чака.

## В ролите
- Владимир Ивашов като Алексей Скворцов
- Жана Прохоренко като Шура
- Антонина Максимова като Майката на Альоша
- Николай Крючков като Генерала
- Евгений Урбанский като Вася
- Елза Леждей като Съпругата на Вася
- Александър Кузнецов като Гаврилкин
- Евгений Тетерин като Лейтенанта-звяр
- Генадий Юхтин като Серьожа Павлов
- Мария Кремнева като Съпругата на Павлов

## Награди и номинации
- Специална награда на журито от Международния кинофестивал в Кан, Франция (1960)
- Награда Златна врата за най-добър филм от Международния кинофестивал в Сан Франциско, САЩ (1960)
- Награда Златна врата за най-добра режисура на Григорий Чухрай от Международния кинофестивал в Сан Франциско, САЩ (1960)
- Награда БАФТА за най-добър чуждестранен филм (1962)
- Награда Бодил за най-добър европейски филм от (1961)
- Награда Давид Ди Донатело за най-добра режисура на Григорий Чухрай (1960)
- Награда Златен бокал за най-добра мъжка роля на Владимир Ивашов (1960)
- Номинация за Оскар за най-добър оригинален сценарий на Валентин Ежов и Григорий Чухрай (1962)
- Номинация за Златна палма от Международния кинофестивал в Кан, Франция (1960)
- Номинация за наградата БАФТА за най-добър чуждестранен актьор на Владимир Ивашов (1962)
- Номинация за „Сребърна лента на Асоциацията на киножурналистите в Италия“ за най-добър чуждестранен режисьор на Григорий Чухрай[1]